# Томилин, Сергей Валерианович

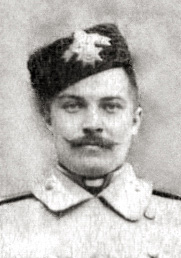
Командир 99-го Ивангородского пехотного полка

Сергей Валерианович Томилин (1 марта 1875 — 1952?) — командир 99 пехотного Ивангородского полка, генерал-майор.

## Биография
Православный. Образование получил в Михайловском Воронежском кадетском корпусе. В службу вступил 01.09.1892. Окончил 1-е военное Павловское училище (1894).
Подпоручик (старшинство с 08.08.1894) в 1-м л.гренадерском Екатеринославском полку. Позднее служил в лейб-гвардии Павловском полку.
Поручик (старшинство с 08.08.1898).
Штабс-капитан (старшинство с 08.08.1902).
Окончил Николаевскую академию генштаба (1903; по 1-му разряду). Переименован в Капитаны ГШ (старшинство с 08.08.1902).
31.10.1903 - 04.10.1904 гг. - отбывал цензовое командование ротой в 108-м пехотном Саратовском полку.
Участник русско-японской войны 1904-1905 гг.
19.10.1904 - 17.05.1905 гг. - обер-офицер для поручений при управлении ген.- кварт. 2-й Маньчжурской армии.
17.05.1905 - 17.10.1905 гг. - в распоряжении Командующего Приамурского ВО.
17.10.1905 - 20.01.1908 гг. - помощник ст. адъютанта Виленского ВО.
20.01.1908 - 20.04.1908 г. - ст. адъютант управления 1-й отд. Кав. бригады.
20.04.1908 - 19.11.1908 г. - ст. адъютант штаба 29-й пехотной дивизии.
19.11.1908 - 26.01.1909 гг. - обер-офицер для поручений при штабе Виленского ВО.
Подполковник (старшинство с 06.12.1908).
26.01.1909 - 19.02.1910 гг. - ст. адъютант штаба Виленского ВО.
19.02.1910 - 31.03.1914 гг. - состоял в прикомандировании к Виленскому военному училищу для преподавания военных наук.
Полковник (старшинство с 06.12.1911). Составил "Памятку о подвигах георгиевских кавалеров виленцев" (Вильна: Тип. Виленского военного округа, 1912).
29.04.1913 - 01.09.1913 г. - цензовое командование батальоном в лейб-гвардии Павловском полку.
С 31.03.1914 г. - начальник штаба 24-й пехотной дивизии.

## Первая мировая война
В августе 1914 г. принимал участие в походе в Восточную Пруссию. Участник боев под Варшавой (10.1914) и Лодзью (11.1914).
С 01.04.1915 г. - командир 99 пехотного Ивангородского полка. Участвовал во главе полка в боях у озера Нарочь в марте 1916 года (25-я пехотная дивизия входила в состав группы генерала Балуева).
06.03.1916 г. - во время атаки германских позиций 99 пехотный Ивангородский полк попал под сильный огонь противника, залег и нес потери. Томилин принял решение отойти на исходные позиции. Отступление 99 пехотного полка повлек за собой отступление соседних 100-го и 98-го пехотных полков, что в свою очередь привело к возврату в свои окопы всей 25-й пехотной дивизии. За эти действия в тот же день (06.03.1916) был отрешен от командования полком приказом временно командующего дивизией генерала Н.Г. Филимонова.
С 14.06.1916 г. - начальник штаба 5-й пехотной дивизии.
25.06.1917 г. - генерал-майор.

## РККА
В 1918 г. добровольно вступил в РККА. Включен в списки Генштаба РККА 15.07.1919 и 07.08.1920. В списке 01.03.1923 не значится.

## Семья
Происходит из дворянского рода Томилиных. Иван Томилин "капитан, жалован 05.07.1830 дипломом на потомственное дворянское достоинство". Сын статского советника Валериана Александровича Томилина и Александры Михайловны Томилиной (в девичестве Божеряновой).
Брат - видный деятель монархического движения, Томилин Валериан Валерианович (1872-1952), полковник, Председатель Российского Монархического Союза и кандидат в члены Главного Совета Союза Русского Народа. С 1920 года в эмиграции, в Стамбуле и на Принцевых островах. Печатал рассказы о жизни в Турции для журналов белой эмиграции.

## Награды
- Орден св. Станислава 3-й ст. (1906);
- Орден св. Анны 4-й ст. (1906);
- Орден св. Анны 3-й ст. (06.12.1909);
- Орден св. Станислава 2-й ст. (06.12.1913).
- На 03.01.1917 г. старшинство в чине Полковника установлено с 06.12.1908 г.